# Peter Franz Noël
Johannes Peter Franz von Noël (* 24. September 1738 in Mainz; † 23. März 1809 in Frankfurt am Main) war ein deutscher Jurist, ein Hofpfalzgraf, Advokat und Prokurator am Reichskammergericht, Hochschullehrer für deutsches Staatsrecht an der Universität Trier sowie Geheimrat, Kanzler und Gesandter des Fürsten Konstantin zu Salm-Salm. Kaiser Franz II. nobilitierte ihn durch Adelsbrief vom 27. Juni 1806.

## Leben
Noël war Sohn des Mainzer Weinhändlers Franz Noël († 1753) und der Mainzer Bürgerstochter Johanna Margaretha Spanier († 1776). Wie seine Schwester Maria Anna, die später Oberin der Englischen Fräulein in Frankfurt am Main wurde, erhielt er eine sorgfältige Ausbildung. Nach einem Studium der Rechtswissenschaft in Mainz und dem Erwerb des Lizenziats der Rechte in Gießen beschritt Noël ab 1765 eine Juristenkarriere in Wetzlar. Als kaiserlicher Hofrat, Advokat und Prokurator wirkte er dort am Reichskammergericht. 1768 wurde er Hofpfalzgraf. In Wetzlar hielt er außerdem für angehende Juristen Übungen zur Einführung in den Reichsprozess. Danach ging er nach Trier, wo er als Professor an der Universität deutsches Staatsrecht lehrte.
Von dort wechselte er 1770 in die Dienste der Fürstenfamilie Salm-Salm. Als deren Geheimrat und Kanzler führte er die Regierung des Fürstentums Salm-Salm zu Senones. Innerhalb der Beamtenschaft machte sich Noël bald unbeliebt, indem er den Fürsten dazu brachte, von den Juristen des salmischen Staatsdienstes das Erlernen der deutschen Sprache, den einjährigen Besuch einer deutschen Universität einschließlich hinreichender Kenntnisse im deutschen Staatsrecht zu verlangen. Als sich infolge der Französischen Revolution auch im Fürstentum Salm-Salm die Ideen von Freiheit und Volkssouveränität verbreiteten, kam es dort zu Handlungen gegen Gesetz und öffentliche Ordnung, insbesondere zu Wald-, Jagd- und Zollfrevel. Die Situation spitzte sich weiter zu, so dass Noël als Kopf der verhassten fürstlichen Regierung im März 1790 nach Wetzlar floh. Die revolutionären Kräfte formierten alsbald eine „Nationalversammlung“. Dies bewog Konstantin zu Salm-Salm im April 1790, sich auf seine westfälische Herrschaft Anholt zurückzuziehen. Nachdem die Spannungen sich ein wenig gelegt hatten, kehrten er und Noël wieder in das Fürstentum zurück. Endgültig verließen der Fürst und sein Hof das Land jedoch am 15. August 1791, nachdem sich gezeigt hatte, dass die fürstliche Herrschaft nicht wiederherzustellen war. Am 2. März 1793 beschloss der französische Nationalkonvent, das Fürstentum Salm-Salm mit Frankreich zu vereinigen.
Fürst Konstantin und Noël, der sich bei Anholt mit seiner Familie auf Haus Pennekamp eingerichtet hatte, verfolgten mit Interesse den sich Mitte der 1790er Jahre entwickelnden politischen Gedanken, die linksrheinisch „depossedierten“ Reichsfürsten durch Säkularisation rechtsrheinischer geistlicher Territorien zu entschädigen. Als Partikulargesandter Salm-Salms reiste Noël 1797 zum Rastatter Kongress, um dafür einzutreten, dass sein Landesherr für den linksrheinischen Verlust ein neues rechtsrheinisches Reichsterritorium erhalte. Während des Kongresses übernahm Noël zusätzlich das Verhandlungsmandat für den Herzog Anne Emmanuel von Croÿ (1746–1803). Auch auf dem Reichstag zu Regensburg vertrat er verschiedene Reichsfürsten. Unterstützung erfuhr Noël durch die Fürstin Amalie Zephyrine von Hohenzollern-Sigmaringen, eine geborene Prinzessin zu Salm-Kyrburg, die durch freundschaftliche Beziehungen mit den Spitzen der französischen Politik verbunden war, insbesondere mit dem französischen Außenminister Charles-Maurice de Talleyrand-Périgord und mit Joséphine de Beauharnais, ab 1796 Ehefrau von Napoleon Bonaparte, des Ersten Konsuls Frankreichs. Sie vermochte die Anliegen der Häuser Salm-Kyrburg, Salm-Salm, Hohenzollern-Sigmaringen und Croÿ dort erfolgreich vorzutragen.
Beim Frieden von Lunéville manifestierten sich die Entschädigungsansprüche der Fürsten schließlich in internationalem Recht. Bis zum Jahr 1803 formulierte der Reichsdeputationshauptschluss die Entschädigung für deren Gebiets- und Besitzverluste reichsrechtlich aus. In diesem Zuge konnten die Fürstenhäuser Salm-Salm und Salm-Kyrburg auf den Gebieten der vormals münsterischen Ämter Bocholt und Ahaus ihre Landesherrschaft ab 1802 in Gestalt des gemeinschaftlich regierten Fürstentums Salm wiederherstellen. Mit Franz Xaver von Zwackh, dem Vertreter des minderjährigen Fürsten Friedrich IV. zu Salm-Kyrburg, schloss Noël am 9. Oktober 1802 einen Vertrag über die gemeinsame Regierung beider Ämter mit allen Domänen und Einkünften. Als Vertreter des Fürsten Konstantin zu Salm-Salm und Kanzleidirektor bekleidete Noël in der gemeinschaftlichen Regierung zu Bocholt erneut das führende Amt. Für den salm-salmischen Teil oblag ihm die obere Leitung der Haus-, Regierungs- und Lehnsgeschäfte. In ihnen stimmte er sich mit Zwackh als dem salm-kyrburgischen Vormundschaftsrat und „Oberleiter“ ab. 1806 schickte ihn Fürst Konstantin zu Salm-Salm als seinen Gesandten zum Rheinbund nach Frankfurt am Main, wo gleichzeitig auch Zwackh in seiner Hauptfunktion als bevollmächtigter Minister (Gesandter) des Königreichs Bayern amtierte.

## Ehen und Nachkommen
In erster Ehe heiratete Noël in Wetzlar Maria Apollonia Straub (1736–~1784), die Witwe des Kollegen Adam Edmund Victor (1724–1760) am Reichskammergericht sowie Tochter des kurmainzischen Oberamtmanns Vitus Gottfried Straub aus Hattenheim im Rheingau und dessen Ehefrau Maria Elisabeth Drost. Aus dieser Ehe gingen fünf Töchter und vier Söhne hervor. Zwei kamen in den 1790er Jahren in österreichischem Kriegsdienst um, einer trat wie der Vater in fürstlich-salmische Dienste. Dies war Jeremias Gottfried von Noël (1768–1834), der in der Bocholter Regierung zum Geheimen Rat und Kammerdirektor aufstieg. Durch fürstliches Patent vom 7. April 1809 wurde er als Nachfolger seines Vaters Direktor der gemeinschaftlichen Regierung des Fürstentums (Kanzleidirektor). Einige von Noëls Töchtern aus erster Ehe heirateten fürstliche Beamte, Maria Anna Ernestine (1771–1842) den Hofkammerrat Franz Martin Walter, Maria Anna Louise (1776–1848) den Forstmeister Nicolaus Leopold Thelosen (1773–1821). Enkelin von Jeremias Gottfried von Noël aus erster Ehe war die Lehrerin und Bochumer Schulgründerin Henriette von Noël. Aus der 1789 geschlossenen Ehe der Tochter Maria Anna Ernestine mit dem Hofkammerrat Walter ging der Jurist und Hochschullehrer Ferdinand Walter hervor.
In zweiter Ehe heiratete Noël in Senones am 3. Januar 1785 Marie Agnes Messier (1759–1836), die Tochter des fürstlich salm-salm’schen Generaleinnehmers Hyacinthe Messier (1717–1791) und Nichte des Astronomen Charles Messier. Dieser Ehe entsprossen die Tochter Felicité (* 1786), die 1809 den gräflich-schönborn’schen Hofrat und Zentralkanzleidirektor Ludwig von Bäumen in Wien ehelichte, und der Sohn Felix Hyazinth von Noël (1789–1856), der eine Offizierslaufbahn einschlug und zunächst für das Königreich Westphalen focht, ab 1814 für das Großherzogtum Baden. Tochter von Sohn Felix war Mathilde Rüdt von Collenberg (1846–1921), Ehefrau des Landeskommissärs Rudolf Rüdt von Collenberg-Eberstadt, Aktivistin der deutschen Frauenbewegung des 19. Jahrhunderts und Begründerin der altkatholischen Frauenbewegung.